# Essigny-le-Grand
Ne doit pas être confondu avec Essigny-le-Petit.
Essigny-le-Grand est une commune française située dans le département de l'Aisne, en région Hauts-de-France.
Ses habitants sont appelés les Essignaquois et les Essignaquoises.

## Géographie

### Toponymie
La commune d'Essigny-le-Grand possède une petite sœur Essigny-le-Petit, 351 habitants située au nord de Saint-Quentin à une vingtaine de kilomètres.

### Communes limitrophes
| Contescourt         | Castres                |           |
| Seraucourt-le-Grand | Essigny-le-Grand       | Urvillers |
| Clastres            | Montescourt-Lizerolles | Benay     |

### Distance

#### Distance grandes villes
| Reims 79 km       | Lille 96 km     | Paris 122 km       |
| Strasbourg 351 km | Rennes 406 km   | Nantes 458 km      |
| Lyon 462 km       | Bordeaux 622 km | Montpellier 688 km |
| Toulouse 701 km   | Nice 741 km     | Marseille 739 km   |

#### Distance villages voisins
| Urvillers 2,7 km           | Benay 2,8 km                  | Contescourt 3,8 km         |
| Hinacourt 3,8 km           | Cerizy 4 km                   | Grugies 4,2 km             |
| Castres 4,2 km             | Montescourt-Lizerolles 4,5 km | Gibercourt 4,5 km          |
| Seraucourt-le-Grand 4,6 km | Clastres 4,8 km               | Fontaine-lès-Clercs 5,1 km |

### Hydrographie
La commune est située dans le bassin Artois-Picardie. Elle n'est drainée par aucun cours d'eau.

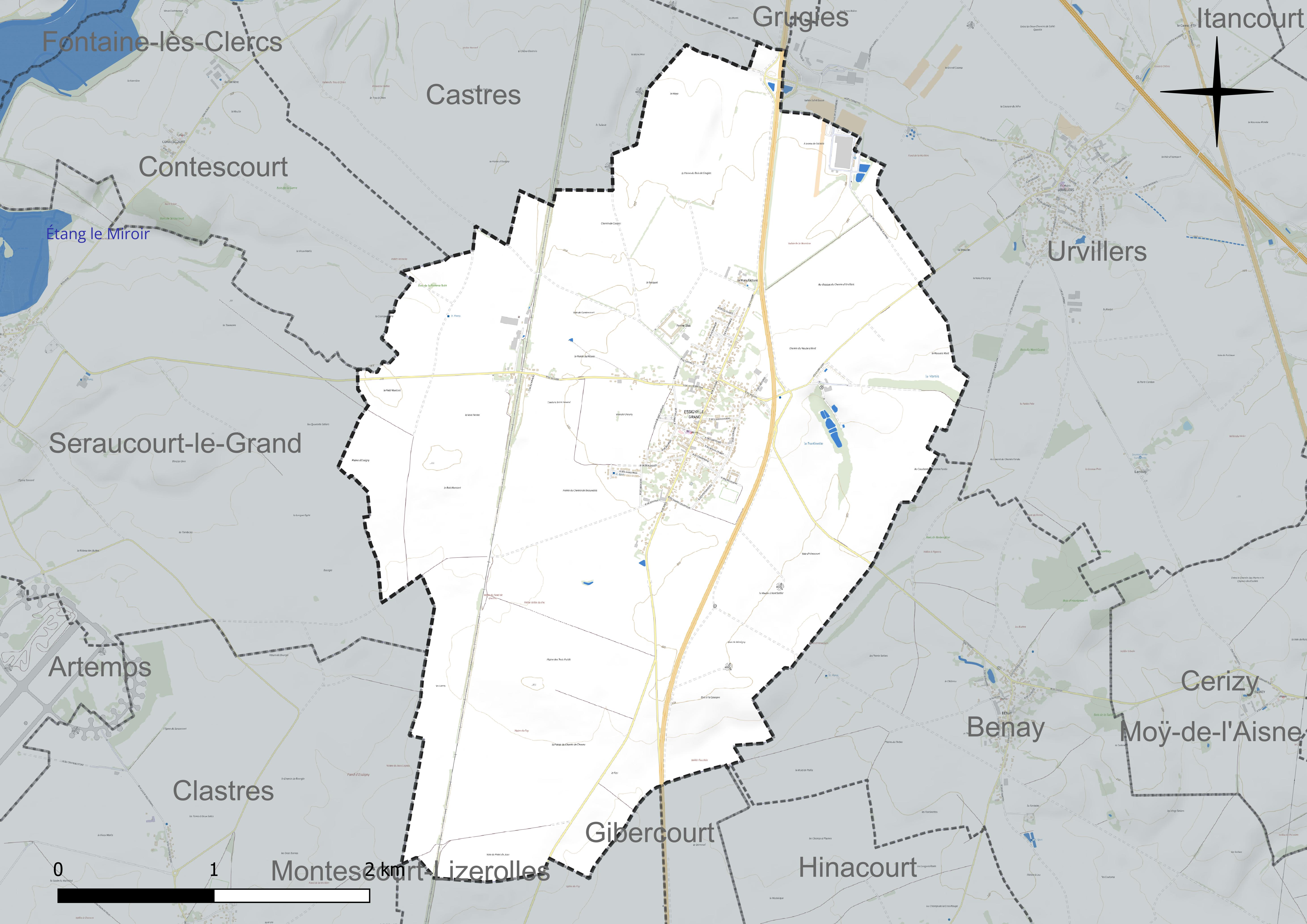
Réseau hydrographique d'Essigny-le-Grand.

### Climat
Pour des articles plus généraux, voir Climat des Hauts-de-France et Climat de l'Aisne.
En 2010, le climat de la commune est de type climat océanique dégradé des plaines du Centre et du Nord, selon une étude du CNRS s'appuyant sur une série de données couvrant la période 1971-2000. En 2020, Météo-France publie une typologie des climats de la France métropolitaine dans laquelle la commune est dans une zone de transition entre le climat océanique et le climat océanique altéré et est dans la région climatique Nord-est du bassin Parisien, caractérisée par un ensoleillement médiocre, une pluviométrie moyenne régulièrement répartie au cours de l'année et un hiver froid (3 °C).
Pour la période 1971-2000, la température annuelle moyenne est de 10,2 °C, avec une amplitude thermique annuelle de 14,7 °C. Le cumul annuel moyen de précipitations est de 714 mm, avec 11,6 jours de précipitations en janvier et 8,9 jours en juillet. Pour la période 1991-2020, la température moyenne annuelle observée sur la station météorologique la plus proche, située sur la commune de Fontaine-lès-Clercs à 5 km à vol d'oiseau, est de 10,8 °C et le cumul annuel moyen de précipitations est de 683,4 mm,. Pour l'avenir, les paramètres climatiques de la commune estimés pour 2050 selon différents scénarios d'émission de gaz à effet de serre sont consultables sur un site dédié publié par Météo-France en novembre 2022.

## Urbanisme

### Typologie
Au 1er janvier 2024, Essigny-le-Grand est catégorisée bourg rural, selon la nouvelle grille communale de densité à 7 niveaux définie par l'Insee en 2022.
Elle est située hors unité urbaine. Par ailleurs la commune fait partie de l'aire d'attraction de Saint-Quentin, dont elle est une commune de la couronne,. Cette aire, qui regroupe 120 communes, est catégorisée dans les aires de 50 000 à moins de 200 000 habitants,.

### Occupation des sols
L'occupation des sols de la commune, telle qu'elle ressort de la base de données européenne d'occupation biophysique des sols Corine Land Cover (CLC), est marquée par l'importance des territoires agricoles (92,3 % en 2018), en diminution par rapport à 1990 (93,2 %). La répartition détaillée en 2018 est la suivante : 
terres arables (90,8 %), zones urbanisées (6,8 %), zones agricoles hétérogènes (1,5 %), zones industrielles ou commerciales et réseaux de communication (0,9 %).
L'évolution de l'occupation des sols de la commune et de ses infrastructures peut être observée sur les différentes représentations cartographiques du territoire : la carte de Cassini (XVIIIe siècle), la carte d'état-major (1820-1866) et les cartes ou photos aériennes de l'IGN pour la période actuelle (1950 à aujourd'hui).

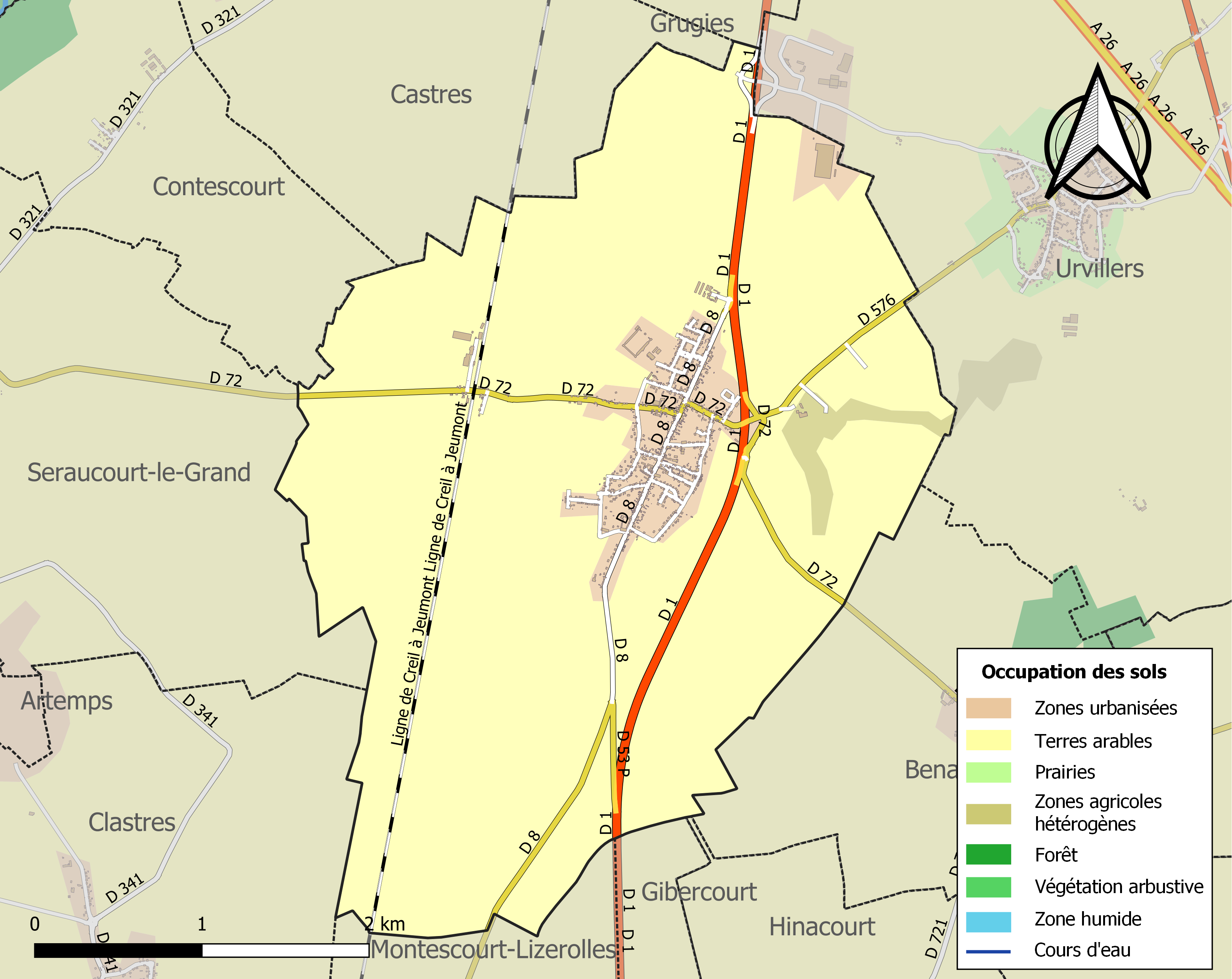
Carte de l'occupation des sols de la commune en 2018 (CLC).

## Toponymie
Le nom de la localité est attesté sous les formes Aissegny (1110) ; Isseni (1152) ; Aissigni (1222) ; Issigniacum (1234) ; Aisseigni (1245) ; Villa de Aisseigniaco (1245) ; Ysegny (1251) ; Assigni (1259) ; In villa de Eissigniaco (1275) ; Aisseigny (1279) ; Aissegni (1299) ; Essigni (1322) ; Ysseigny (1368) ; Magnum-Essigniacum (1370) ; Domus de Aissigniaco, villa de Essigniaco (XIVe siècle) ; Essegny, Yssegny (1384) ; Essigny (1505) ; Grant-Essigny (1541) ; Grand-Essigny (1560) ; Grand-Esseigny (1584) ; Grand-Esigny (1587) ; Esseigny (1614).

## Histoire
Histoire d'Essigny-le-Grand avant 1914
Essigny-le-Grand il y a très longtemps

## Politique et administration

### Découpage territorial
La commune d'Essigny-le-Grand est membre de la communauté de communes du Val de l'Oise, un établissement public de coopération intercommunale (EPCI) à fiscalité propre créé le 1er janvier 2014 dont le siège est à Mézières-sur-Oise. Ce dernier est par ailleurs membre d'autres groupements intercommunaux.
Sur le plan administratif, elle est rattachée à l'arrondissement de Saint-Quentin, au département de l'Aisne et à la région Hauts-de-France. Sur le plan électoral, elle dépend du  canton de Ribemont pour l'élection des conseillers départementaux, depuis le redécoupage cantonal de 2014 entré en vigueur en 2015, et de la deuxième circonscription de l'Aisne  pour les élections législatives, depuis le dernier découpage électoral de 2010.

### Liste des maires successifs
| Période                       | Période                   | Identité                     | Étiquette | Qualité                                                      |
| ----------------------------- | ------------------------- | ---------------------------- | --------- | ------------------------------------------------------------ |
| An 12 de la république (1804) | Décembre 1807             | François René Lefebvre       |           |                                                              |
| Janvier 1808                  | Mai 1821                  | Claude Rouard                |           |                                                              |
| Mai 1821                      | Décembre 1826             | Louis Félix Blin             |           |                                                              |
| Janvier 1827                  | Août 1840                 | Pierre Arnaud Blin           |           |                                                              |
| Septembre 1840                | Août 1860                 | François René Lefebvre       |           |                                                              |
| Août 1860                     | Septembre 1865            | Claude Honoré Quentin Belmer |           |                                                              |
| Septembre 1865                | Juillet 1878              | Louis Henry Lefebvre         |           |                                                              |
| Juillet 1878                  | Janvier 1883              | Charles Henri Vinchon        |           |                                                              |
| Janvier 1883                  | Mai 1884                  | François Jean-Baptitste      |           |                                                              |
| Mai 1884                      | Août 1893                 | François Boure               |           | Adjoint faisant office de maire par délégation de ce dernier |
| Août 1893                     | Mai 1904                  | François Athanase Boure      |           |                                                              |
| Juin 1904                     | Mars 1910                 | Louis Ernest Edgard Boury    |           |                                                              |
| Mars 1910                     | Mars 1919                 | Henri-Albert Turbeaux        |           |                                                              |
| Décembre 1919                 | Octobre 1922              | Edgard Boury                 |           |                                                              |
| Octobre 1922                  | Mai 1924                  | Benjamin Juffroy             |           |                                                              |
| Mai 1924                      | Mai 1925                  | Maurice Ramette              |           |                                                              |
| Mai 1925                      | Juillet 1926              | Emile Caudron                |           |                                                              |
| Juillet 1926                  | Décembre 1938             | Albert Barre                 |           |                                                              |
| Décembre 1938                 | Octobre 1944              | Raphaël Caron                |           |                                                              |
| Octobre 1944                  | Mai 1945                  | Louis Gronier                |           |                                                              |
| Mai 1945                      | Février 1956              | Alfred Barré                 |           |                                                              |
| Mars 1956                     | Mars 1977                 | Robert Guerin                |           |                                                              |
| Mars 1977                     | Mars 1989                 | Paul Durlain                 |           |                                                              |
| Mars 1989                     | Juin 1995                 | Gilberte Misere              |           |                                                              |
| Juin 1995                     | Mars 2001                 | Paul Durlain                 |           |                                                              |
| Mars 2001                     | Mars 2008                 | Colette Dubois               |           |                                                              |
| Mars 2008                     | En cours (au 23 mai 2020) | Philippe Grzeziczak          | PS        | Réélu pour le mandat 2020-2026,                              |

### Jumelages
Essigny-le-Grand est en cours de jumelage avec Richhill (Irlande du Nord) depuis 2011.[réf. nécessaire]
| Richill Essigny-le-Grand |

## Démographie
L'évolution du nombre d'habitants est connue à travers les recensements de la population effectués dans la commune depuis 1793. Pour les communes de moins de 10 000 habitants, une enquête de recensement portant sur toute la population est réalisée tous les cinq ans, les populations de référence des années intermédiaires étant quant à elles estimées par interpolation ou extrapolation. Pour la commune, le premier recensement exhaustif entrant dans le cadre du nouveau dispositif a été réalisé en 2007.

En 2022, la commune comptait 1 063 habitants, en évolution de +2,31 % par rapport à 2016 (Aisne : −1,97 %, France hors Mayotte : +2,11 %).
| 1793 | 1800 | 1806 | 1821 | 1831 | 1836 | 1841 | 1846 | 1851 |
| ---- | ---- | ---- | ---- | ---- | ---- | ---- | ---- | ---- |
| 750  | 764  | 794  | 786  | 881  | 880  | 906  | 906  | 953  |

| 1856  | 1861  | 1866 | 1872 | 1876 | 1881 | 1886 | 1891 | 1896 |
| ----- | ----- | ---- | ---- | ---- | ---- | ---- | ---- | ---- |
| 1 017 | 1 020 | 995  | 972  | 970  | 949  | 885  | 903  | 917  |

| 1901 | 1906 | 1911 | 1921 | 1926 | 1931 | 1936 | 1946 | 1954 |
| ---- | ---- | ---- | ---- | ---- | ---- | ---- | ---- | ---- |
| 882  | 832  | 759  | 457  | 667  | 670  | 609  | 609  | 678  |

| 1962 | 1968 | 1975 | 1982 | 1990  | 1999  | 2006  | 2007  | 2012  |
| ---- | ---- | ---- | ---- | ----- | ----- | ----- | ----- | ----- |
| 701  | 725  | 655  | 985  | 1 252 | 1 196 | 1 143 | 1 135 | 1 086 |

| 2017  | 2022  | - | - | - | - | - | - | - |
| ----- | ----- | - | - | - | - | - | - | - |
| 1 022 | 1 063 | - | - | - | - | - | - | - |

## Culture locale et patrimoine

### Lieux et monuments
- Église Saint-Sauve d'Essigny-le-Grand.

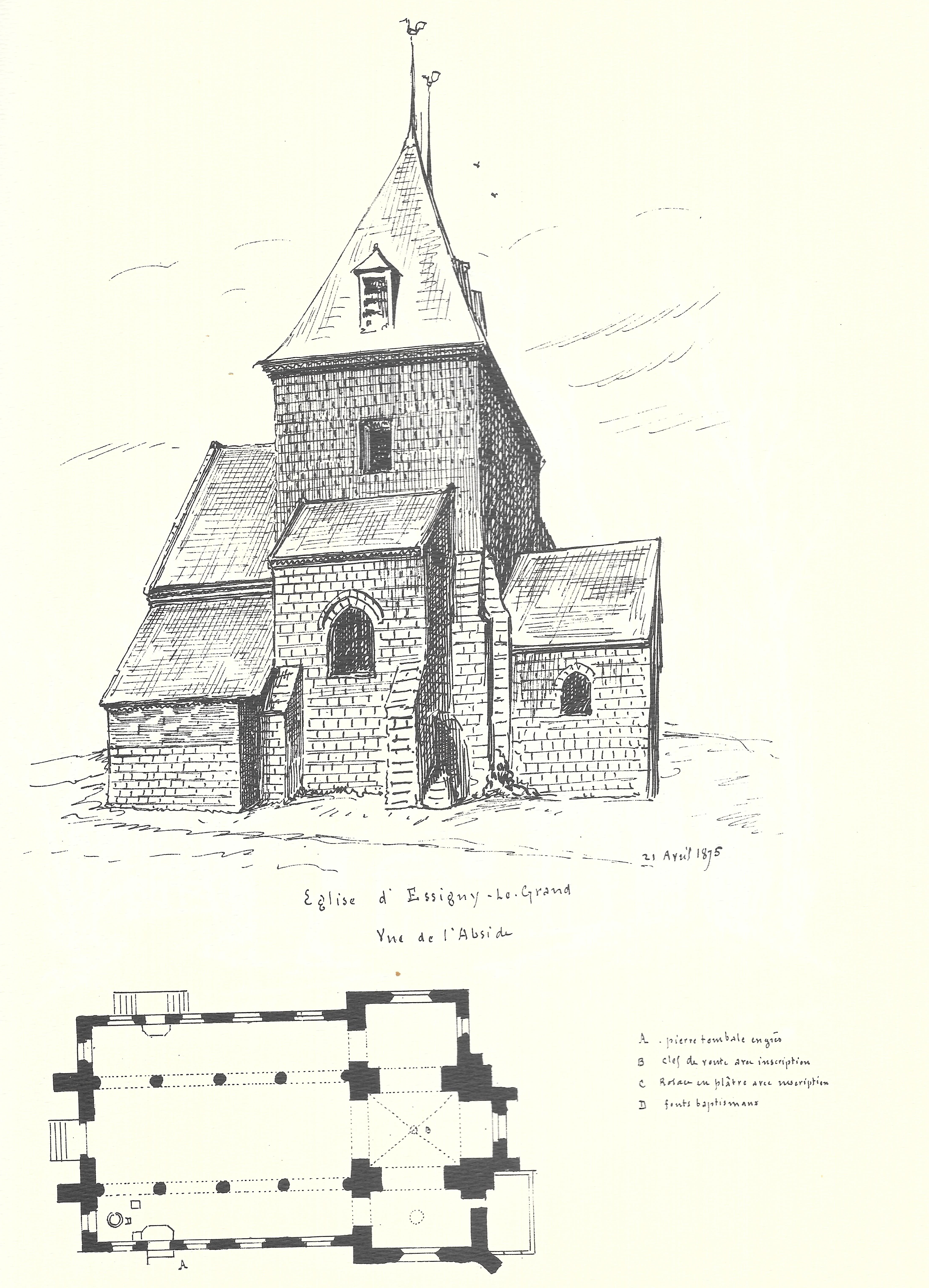
L'église vers 1875.
Dessin de Joachim Malézieux (1851/1906).

- Pierre des Templiers, située sur la place de l'Église et présentant sur une de ses faces une croix pattée gravée.

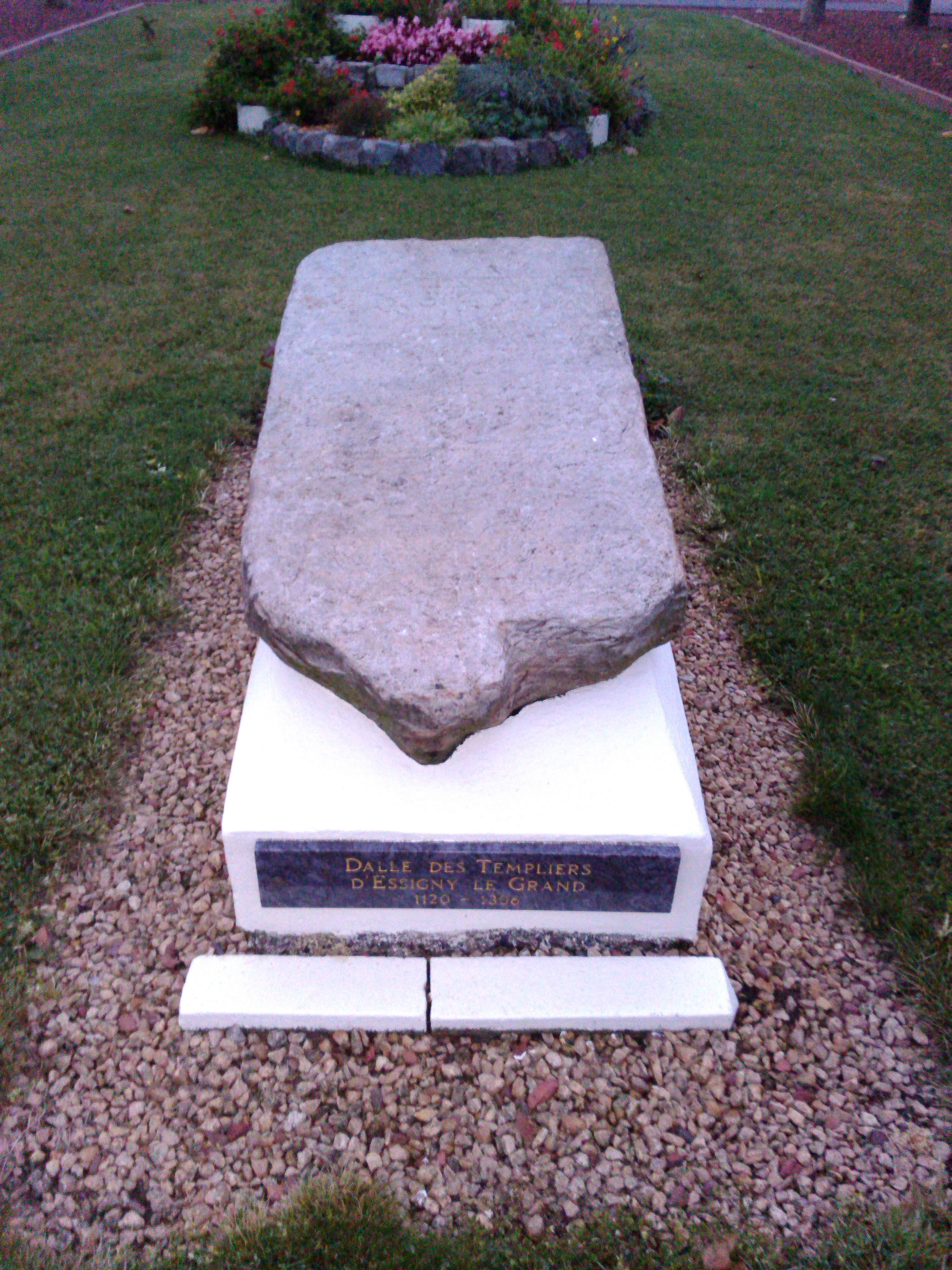
Pierre des Templiers
d'Essigny-le-Grand.

- Ferme d'Essigny-le-Grand (inscrite à l'inventaire des Monuments Historiques) : construite en 1921, pour l'industriel belge le baron Evence III Coppée, elle est située au 21 rue de Castres.

Autour de la vaste cour, sont disposés les bâtiments de la ferme : écurie, bouverie, vacherie, bergerie, grange, ateliers,
ainsi que la maison du directeur et le logement du personnel.
Les bâtiments sont couverts d'ardoise et sont construits en pierre blanche  venue de la Brie.
L'ensemble est ceint de barrières blanches comme d'autres propriétés belges du baron.

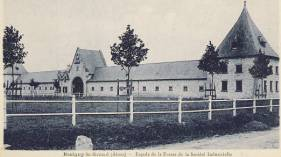
Ferme d'Essigny-le-Grand.

### Personnalités liées à la commune
Julie-Marie Parmentier, née le 13 juin 1981 à Saint-Quentin, est une actrice qui a joué notamment dans Les Blessures assassines, Sheitan, Charly, No et Moi et Les Adieux à la Reine.

### Héraldique
| Blason de Essigny-le-Grand | Blason  | Écartelé d'or à trois bandes d'azur, et d'or à trois maillets de gueules. Ornements extérieursCroix de guerre 1914-1918 |
| Blason de Essigny-le-Grand | Détails | Le statut officiel du blason reste à déterminer.                                                                        |

## Galerie

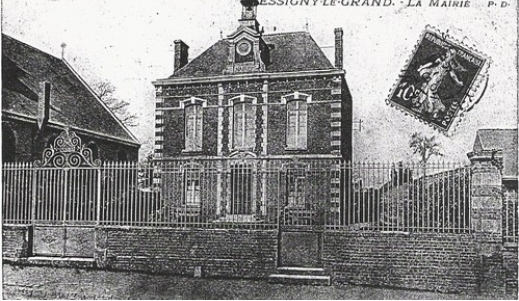
Essigny-le-Grand, mairie.
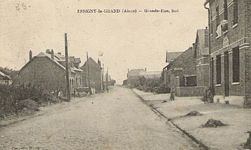
Essigny-le-Grand, Grande Rue, sud, 1925-1930.
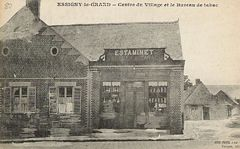
Essigny-le-Grand, L'estimanet, 1900.
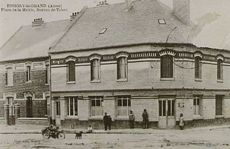
Essigny-le-Grand, bureau de tabac, 1925-1930.
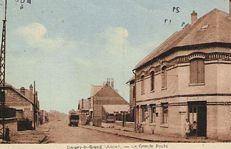
Essigny-le-Grand, bureau de tabac, 1947.
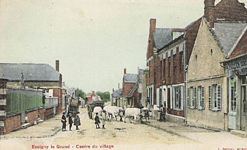
Essigny-le-Grand, l'estaminet,1914.
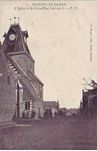
Essigny-le-Grand, l'église et la Grand-Rue.
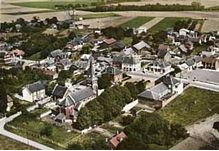
Essigny-le-Grand vue du ciel, 1960.
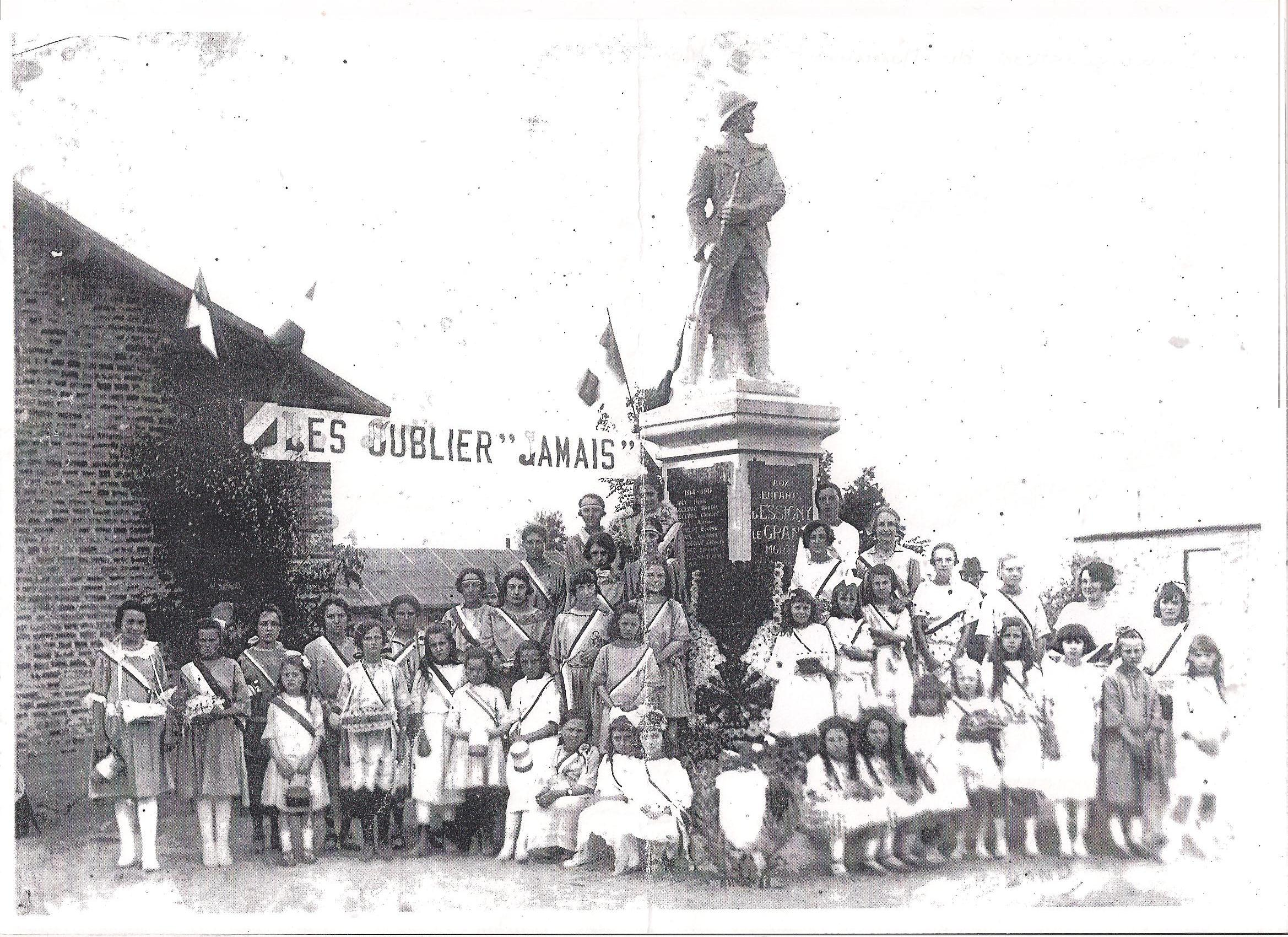
Inauguration du monument aux morts.

## Loisirs et Sports
Liste des associations
- Poney Club de la Bohême (équitation)
- Les 10 km d'Essigny-le-Grand, (Association de Marche et Course à pied « Les 10 km d'Essigny-le-Grand » et « La marche du beaujolais »)
- École de défense taijutsu
- Aisne Généalogie
- Football Club d'Essigny-le-Grand
- Siberian Husky
- Gym & musculation
- Jeux de scène
- Du côté de l'école
- Club Loisirs

## Pour approfondir